# Michel Ferlus
Michel Ferlus là một nhà ngôn ngữ học người Pháp có nghiên cứu sâu về âm vị học lịch sử của các ngôn ngữ Đông Nam Á. Ngoài các hệ thống âm vị học, ông cũng nghiên cứu các hệ thống chữ viết, đặc biệt là sự phát triển của hệ thống chữ viết Ấn Độ ở Đông Nam Á.

## Tiểu sử
Michel Ferlus sinh năm 1935 và mất năm 2024 (89 tuổi). Ông từng theo học các lớp dân tộc học và tiền sử do André Leroi-Gourhan giảng dạy; 'các tôn giáo nguyên thủy' do Roger Bastide giảng dạy; về Ngôn ngữ học do André Martinet giảng dạy; Ngôn ngữ và lịch sử Đông Nam Á do George Cœdès đứng lớp. Ông cũng từng làm việc tại Lào với tư cách là một giáo viên từ năm 1961 đến năm 1968. Điều này cho phép ông nghiên cứu thực địa về các ngôn ngữ của Lào, bao gồm tiếng Hmông và tiếng Dao (ngữ hệ Hmông-Miền), tiếng Khơ Mú và tiếng Lamet (ngữ hệ Nam Á), cũng như tiếng Cống (ngữ hệ Hán-Tạng). Ông trở thành nhà nghiên cứu tại Centre National de la Recherche Scientifique vào năm 1968. Ông chủ yếu làm nghiên cứu thực địa ở Thái Lan và Myanmar trong những năm 1980, nghiên cứu về tiếng Wa, tiếng Lawa, tiếng Palaung, tiếng Môn và tiếng Nyah Kur; ở Việt Nam và Lào trong những năm 1990, ông nghiên cứu các ngôn ngữ trong nhóm ngôn ngữ Việt-Mường và nhóm ngôn ngữ Thái, các hệ thống chữ viết của các khu vực miền Bắc và miền Trung Việt Nam, bao gồm cả kiểu chữ viết Lai Pao của Việt Nam, gần như rơi vào lãng quên.
Ông đã công bố nhiều về những phát hiện của mình trên nhiều ngôn ngữ của Lào, Thái Lan, Myanmar và Việt Nam, trên các tạp chí như Mon-Khmer Studies, Cahiers de Linguistique Asie Orientale và Diachronica.

## Những khám phá chính
Những khám phá chính của Michel Ferlus liên quan đến ảnh hưởng của hiện tượng đơn tiết hóa đối trong cấu trúc âm vị học của các ngôn ngữ Đông Nam Á. Sự hình thành thanh điệu, sự hình thành âm vực (registrogenesis), sự tiến hóa của các hệ thống nguyên âm đều tham gia vào một mô hình tiến hóa chung (the evolution of vowel systems all partake in a general) (panchronic). Các hiện tượng như quá trình xát hoá của các âm cản trung gian, dẫn đến những sự thay đổi lớn trong hệ thống ngữ âm của tiếng Việt, cũng là một phần của loạt thay đổi - bắt nguồn từ việc đơn âm hóa - đã tràn qua Đông/Đông Nam Á.

## Các tác phẩm
- "La langue souei: mutations consonantiques et bipartition du système vocalique," Bull. Société Linguist. Paris, vol. 66, no. 1, pp. 378–388, 1971.
- "Simplification des groupes consonantiques dans deux dialectes austroasiens du Sud-Laos," Bull. Société Linguist. Paris, vol. 66, no. 1, pp. 389–403, 1971.
- Ferlus, Michel (1982). "Spirantisation des obstruantes médiales et formation du système consonantique du vietnamien". Cahiers de Linguistique Asie Orientale. Quyển 11 số 1. tr. 83–106. doi:10.3406/clao.1982.1105.
- "Essai de phonétique historique du khmer (du milieu du premier millénaire de notre ère à l'époque actuelle)," Mon-Khmer Stud., vol. 21, pp. 57–89, 1992.
- Ferlus, Michel (1992). "Histoire abrégée de l'évolution des consonnes initiales du Vietnamien et du Sino-Vietnamien". Mon–Khmer Studies. Quyển 20. tr. 111–125.
- "Langues et peuples viet-muong," Mon-Khmer Stud., vol. 26, pp. 7–28, 1996.
- Ferlus, Michel (1996). "Remarques sur le consonantisme du proto kam-sui". Cahiers de Linguistique Asie Orientale. Quyển 25 số 2. tr. 235–278. doi:10.3406/clao.1996.1451.
- "Le maleng brô et le vietnamien," Mon-Khmer Stud., vol. 27, pp. 55–66, 1997.
- Ferlus, Michel (1997). "Problèmes de la formation du système vocalique du vietnamien". Cahiers de Linguistique Asie Orientale. Quyển 21 số 1. tr. 37–51. doi:10.3406/clao.1997.1504.
- "Les systèmes de tons dans les langues viet-muong," Diachronica, vol. 15, no. 1, pp. 1–27, 1998.
- "Les disharmonies tonales en viet-muong et leurs implications historiques," Cah. Linguist. - Asie Orient., vol. 28, no. 1, pp. 83–99, 1999.
- "On borrowing from Middle Chinese into Proto-Tibetan: a new look at the problem of the relationship between Chinese and Tibetan," in Language variation: papers on variation and change in the Sinosphere and the Indosphere in honour of James A. Matisoff, D. Bradley, R. LaPolla, B. Michailovsky, and G. Thurgood, Eds. Canberra: Pacific Linguistics, 2003, pp. 263–275.
- "The Origin of Tones in Viet-Muong," in Papers from the Eleventh Annual Conference of the Southeast Asian Linguistics Society 2001, Somsonge Burusphat, Ed. Tempe, Arizona: Arizona State University Programme for Southeast Asian Studies Monograph Series Press, 2004, pp. 297–313.
- "What were the four divisions of Middle Chinese?," Diachronica, vol. 26, no. 2, pp. 184–213, 2009.